# Aldo Rossi

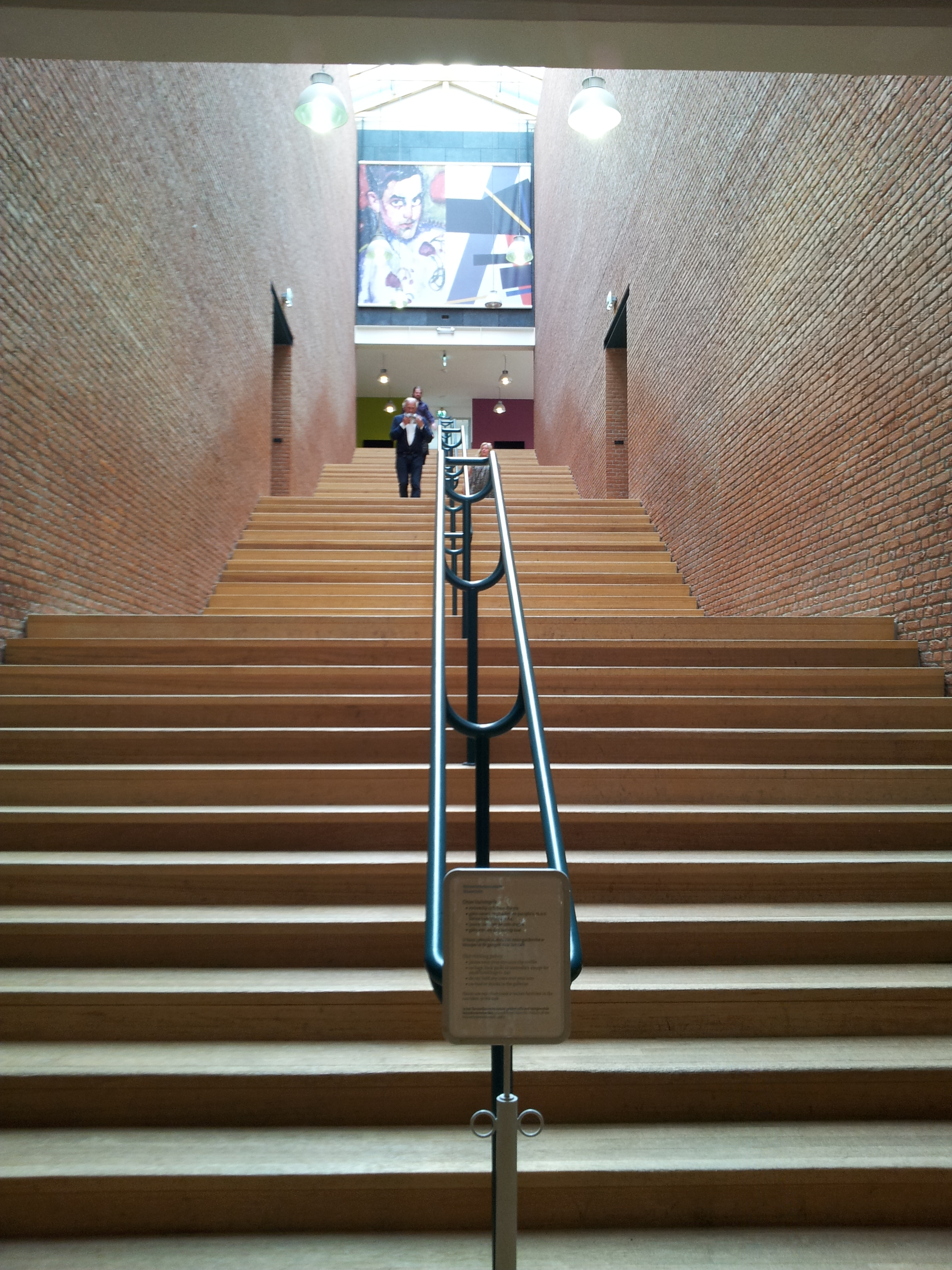
Hlavní schodiště v muzeu Bonnefanten, Maastricht, Nizozemí

Aldo Rossi (3. května 1931 Milán – 4. září 1997 tamtéž) byl italský architekt a designér. V roce 1990 bylo jeho dílo oceněno prestižní Pritzkerovou cenou.
Zemřel při automobilové nehodě v Miláně ve věku 66 let.

## Realizace
- Komplex Monte Amiata, Miláno (1968–1974), spoluautor Carlo Aymonino
- Hřbitov San Cataldo, Modena, Itálie
- Teatro del Mondo, Benátky (1979)
- Byty Friedrichstadt, Berlín
- Základní škola Broni, spoluautor Arduino Cantafora
- Divadlo Carlo Felice, Janov, Itálie (1981)
- Centro direzionale, Perugia, Itálie (1982–88)
- Hotel Palazzo, Fukuoka, Japonsko (1986–89)
- Muzeum Bonnefanten, Maastricht, Nizozemí (1990–94)
- Quartier Schützenstrasse, Berlín, Německo (1994–98)
- Ca' di Cozzi, Verona, Itálie
- Hotel Mojiko, Kitakjúšú, Japonsko (1996–98)
- Scholastic Corporation Headquarters, New York City, USA (2001, realizováno posmrtně)

## Galerie

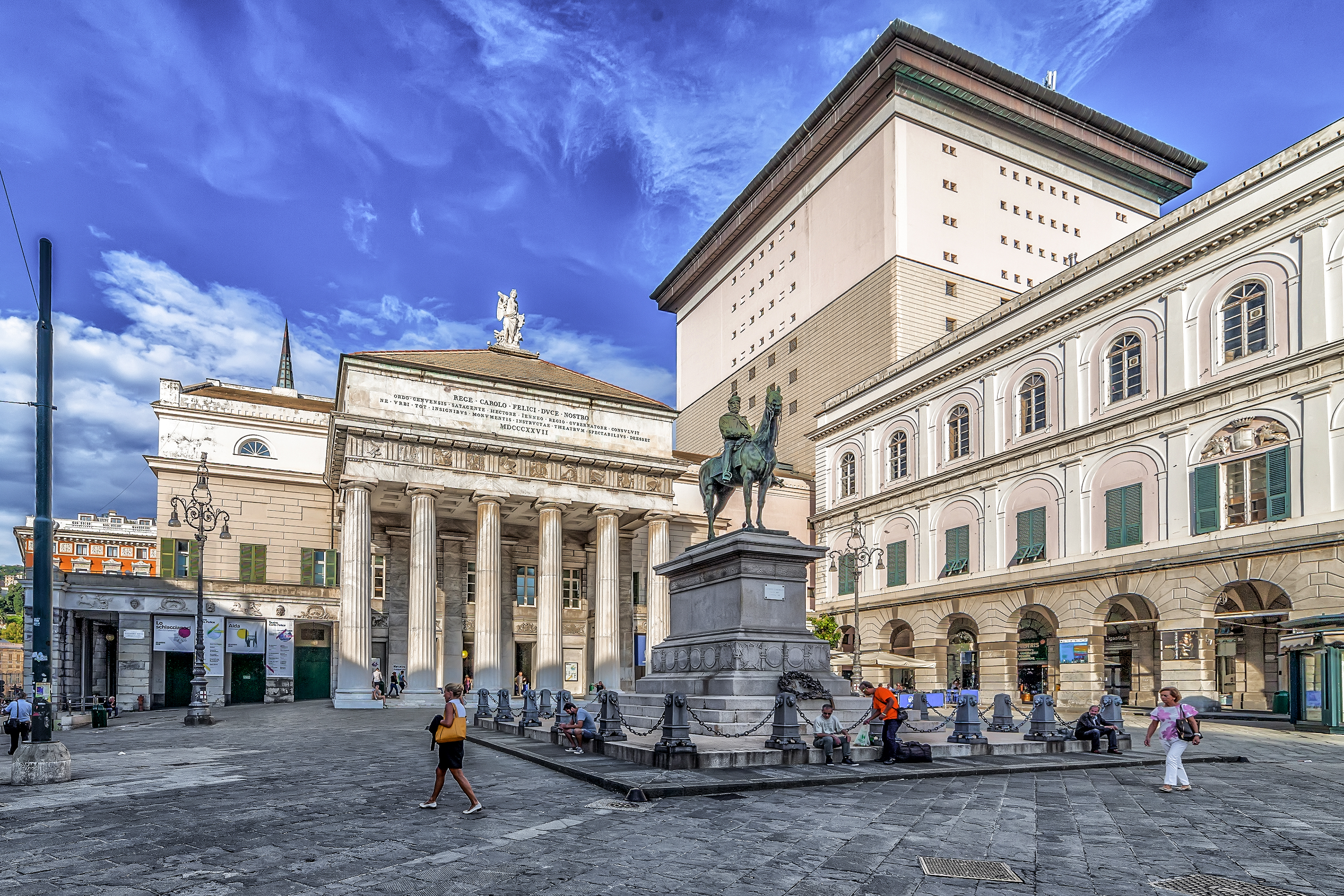
Divadlo Carlo Felice, Janov (1981)
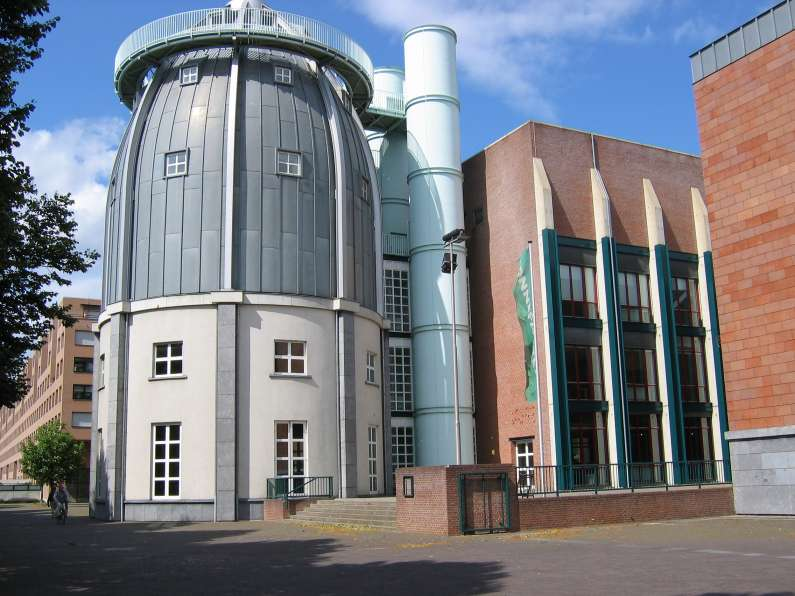
Muzeum Bonnefanten, Maastricht (1990–94)
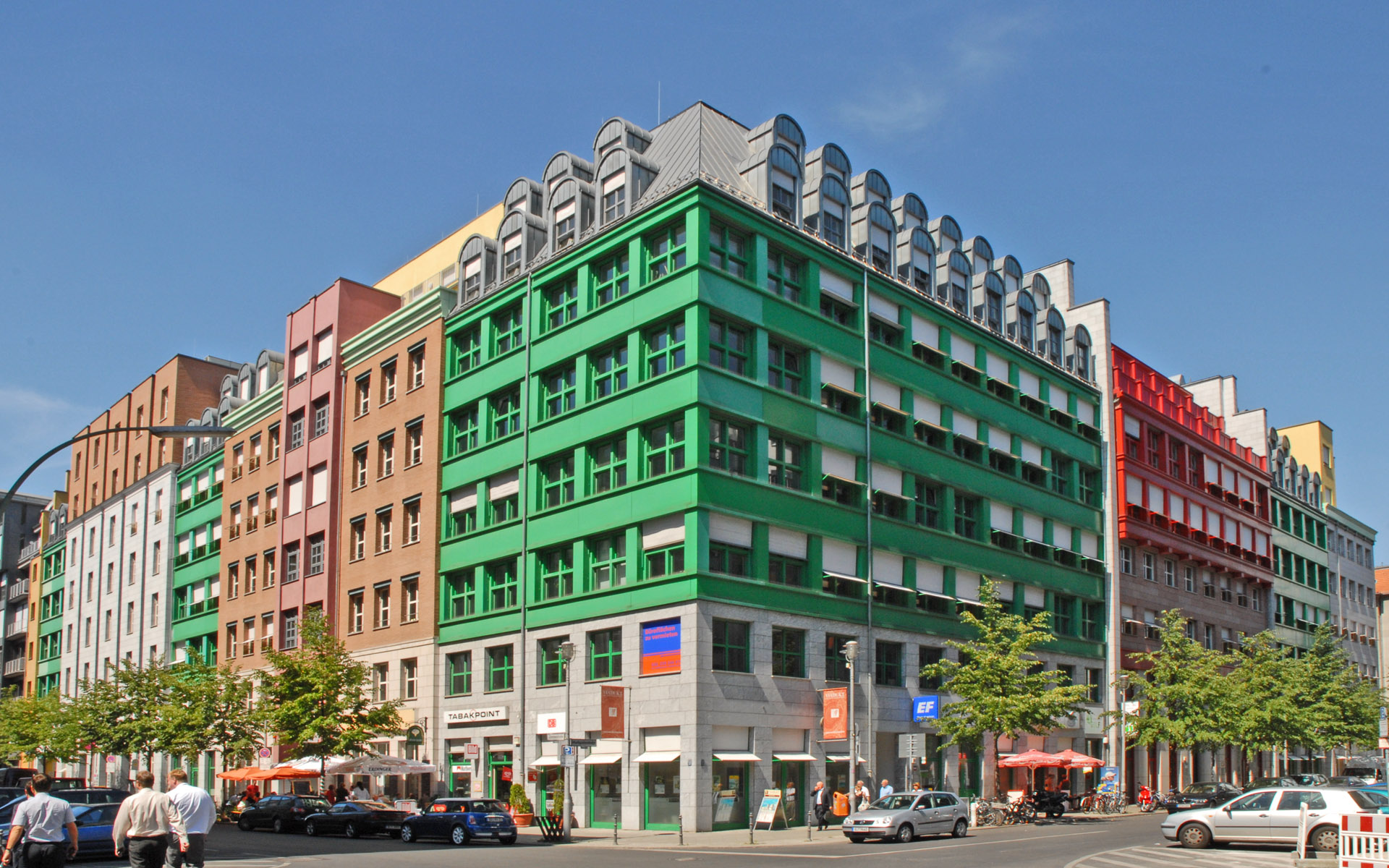
Quartier Schützenstrasse, Berlín (1994–98)
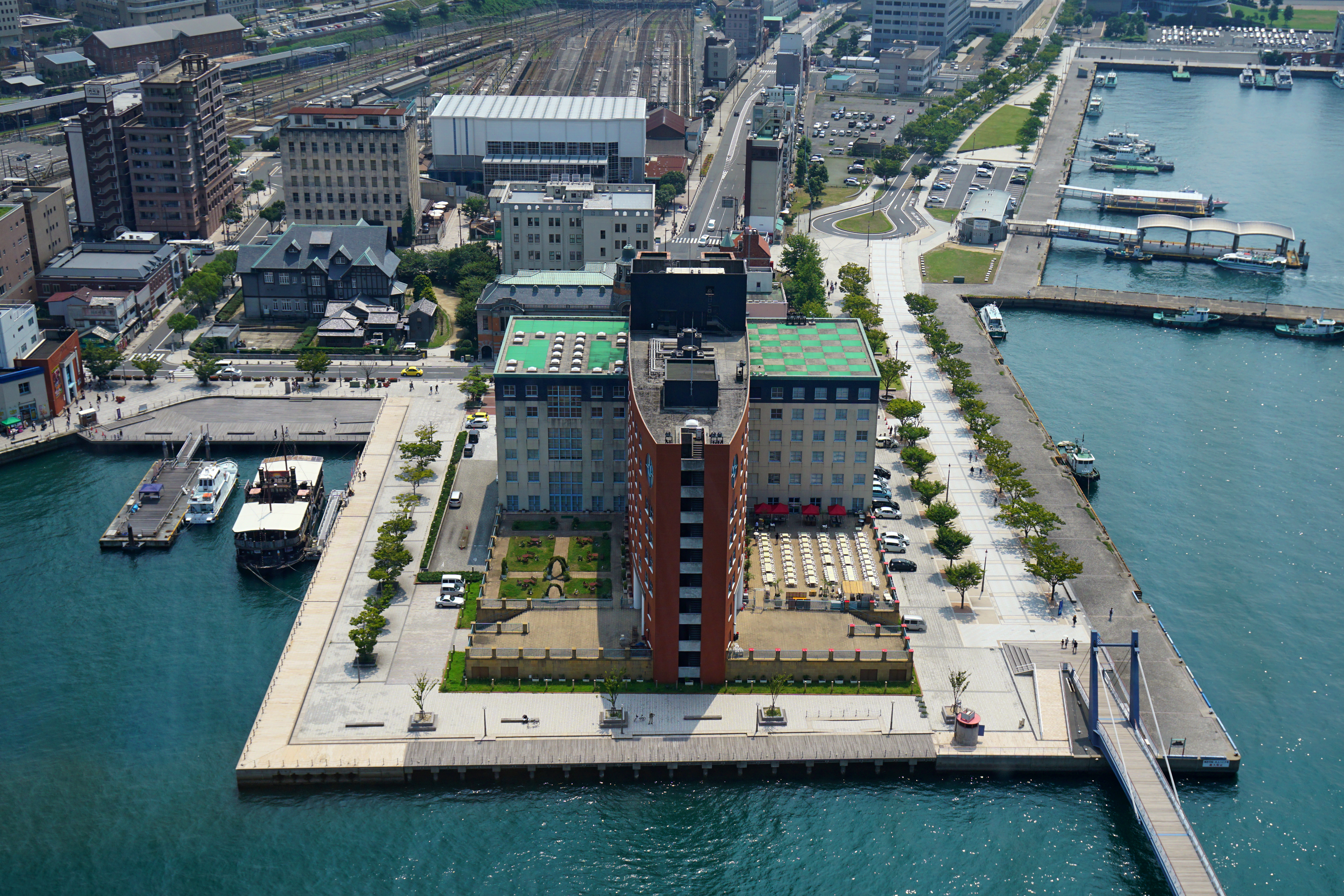
Hotel Mojiko, Japonsko (1996–98)
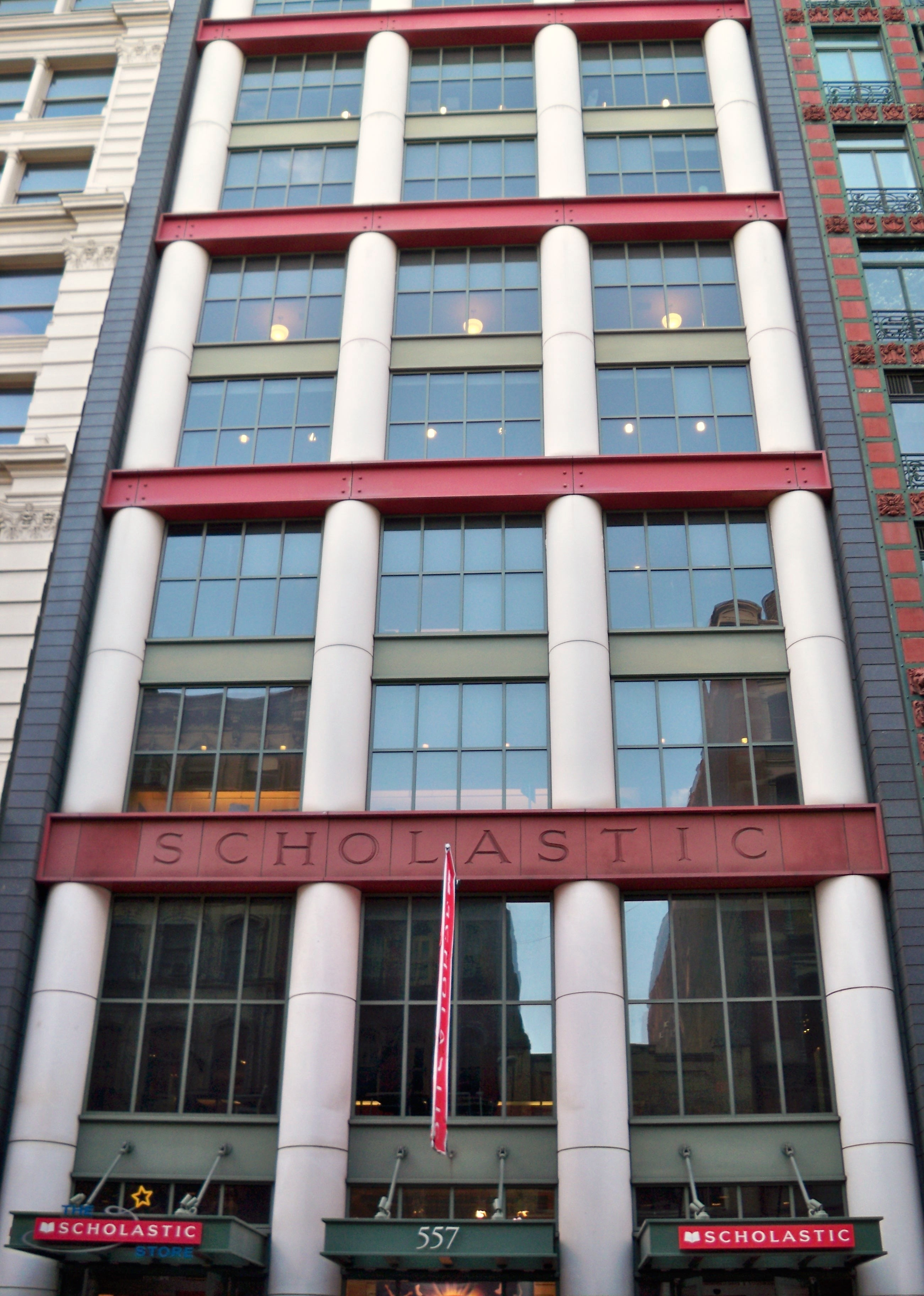
Scholastic Building, New York City (2001)